# Cyclisme aux Jeux des petits États d'Europe 2025
Navigation
Édition précédente
Les compétitions de cyclisme des Jeux des petits États d'Europe 2025 se déroulent à Andorre du 27 au 31 mai 2025.

## Résultats

### Course en ligne
| Compétition        | Or                         | Or              | Argent                 | Argent        | Bronze                          | Bronze        |
| ------------------ | -------------------------- | --------------- | ---------------------- | ------------- | ------------------------------- | ------------- |
| Hommes             | Mats Wenzel Luxembourg     | 2 h 3 min 2 s   | Alex Kirsch Luxembourg | + 25 s        | Kevin Velasquez Monaco          | + 49 s        |
| Femmes             | Marie Schreiber Luxembourg | 1 h 31 min 36 s | Nina Berton Luxembourg | + 0 s         | Valentina Venerucci Saint-Marin | + 1 min 52 s  |
| Par équipes hommes | Luxembourg                 | 6 h 12 min 36 s | Chypre                 | + 3 min 26 s  | Malte                           | + 4 min 22 s  |
| Par équipes femmes | Luxembourg                 | 4 h 38 min 1 s  | Chypre                 | + 11 min 19 s | Andorre                         | + 12 min 59 s |

### Contre-la-montre
| Compétition | Or                         | Or          | Argent                 | Argent      | Bronze                        | Bronze      |
| ----------- | -------------------------- | ----------- | ---------------------- | ----------- | ----------------------------- | ----------- |
| Hommes      | Andréas Miltiádis Chypre   | 19 min 34 s | Alex Kirsch Luxembourg | + 28 s      | Mats Wenzel Luxembourg        | + 35 s      |
| Femmes      | Marie Schreiber Luxembourg | 20 min 39 s | Nina Berton Luxembourg | + 1 min 0 s | Hafdís Sigurðardóttir Islande | + 1 min 9 s |

### VTT
| Compétition        | Or                            | Or              | Argent                   | Argent        | Bronze                       | Bronze        |
| ------------------ | ----------------------------- | --------------- | ------------------------ | ------------- | ---------------------------- | ------------- |
| Hommes             | Romano Püntener Liechtenstein | 1 h 24 min 18 s | Andréas Miltiádis Chypre | + 1 min 11 s  | Felix Sprenger Liechtenstein | + 1 min 43 s  |
| Femmes             | Ekaterina Kovalchuk Chypre    | 1 h 10 min 25 s | Liv Wenzel Luxembourg    | + 1 min 45 s  | Styliana Kamilari Chypre     | + 6 min 6 s   |
| Par équipes Hommes | Chypre                        | 4 h 20 min 37 s | Liechtenstein            | + 2 min 50 s  | Andorre                      | + 12 min 45 s |
| Par équipes Femmes | Chypre                        | 3 h 46 min 1 s  | Andorre                  | + 18 min 28 s | aucune                       | aucune        |

## Tableau des médailles
| Rang  | Nation        | Or | Argent | Bronze | Total |
| ----- | ------------- | -- | ------ | ------ | ----- |
| 1     | Luxembourg    | 5  | 5      | 1      | 11    |
| 2     | Chypre        | 4  | 3      | 1      | 8     |
| 3     | Liechtenstein | 1  | 1      | 1      | 3     |
| 4     | Andorre       | 0  | 1      | 2      | 3     |
| 5     | Islande       | 0  | 0      | 1      | 1     |
| 5     | Malte         | 0  | 0      | 1      | 1     |
| 5     | Monaco        | 0  | 0      | 1      | 1     |
| 5     | Saint-Marin   | 0  | 0      | 1      | 1     |
| Total | Total         | 10 | 10     | 9      | 29    |